# Good Sam
Good Sam est une série télévisée américaine en treize épisodes de 42 minutes créée par Katie Wech, et diffusée entre le 5 janvier et le 4 mai 2022 sur le réseau CBS et en simultané sur le réseau Global au Canada.
Au Québec, la série est diffusée depuis le 7 juin 2022 sous le titre de Dre Sam sur Noovo. Elle est diffusée en Belgique francophone sur RTL Plug depuis juin 2023.

## Synopsis
La série tourne autour des événements qui se déroulent à l'hôpital après que le Dr Rob Griffith se soit réveillé d'un coma causé par un coup de feu à l'intérieur de la salle d'urgence.

## Distribution
- Sophia Bush (VF : Elisabeth Ventura) : Dr Samantha « Sam » Griffith
- Jason Isaacs (VF : Bernard Gabay) : Dr Rob « Griff » Griffith
- Skye P. Marshall (VF : Emmanuelle Rivière) : Dr Lex Trulie
- Michael Stahl-David (VF : Sébastien Desjours) : Dr Caleb Tucker
- Omar Maskati (en) (VF : Eilias Changuel) : Dr Isan M. Shah
- Davi Santos (VF : Léo Faure) : Dr Joey Costa
- Wendy Crewson (VF : Catherine Davenier) : Vivian Katz
- Edwin Hodge (VF : Boris Agondanou) : Malcolm A. Kingsley

## Invités
- Bethany Joy Lenz : Amy Taylor
- Hilarie Burton : Gretchen Taylor

 Source et légende : version française (VF) sur RS Doublage

## Production
Le projet de Katie Wech et Jennie Snyder Urman débute en septembre 2019, et le pilote est commandé en février 2020. Après les délais de production et de casting causés par la pandémie de Covid-19, la série est commandée en mai 2021.
Le 12 mai 2022, la série est annulée.

### Distribution des rôles
En février 2020, Sophia Bush est choisie pour le rôle principal et le mois suivant, Jason Isaacs rejoint à son tour la distribution principale. En janvier 2021, Skye P. Marshall et Michael Stahl-David sont choisis pour des rôles principaux,. En février 2021, Edwin Hodge rejoint la distribution dans un rôle principal.

### Tournage
Le tournage de la série a commencé le 18 octobre 2021 et se terminera le 22 mars 2022 à Oakville, en Ontario.

## Épisodes
1. Docteurs Griffith père & fille (Pilot)
2. L'Ordre des choses (Natural Order)
3. La Fessée (Butt of the Joke)
4. Le Nerf de la guerre (Attachments)
5. Déclic (Wake Up)
6. La Trêve (Truce)
7. Attaque chronique (Chronic Insult)
8. Des maux pour le dire (Keep Talking)
9. Une lueur dans la tempête (A Light in the Storm)
10. J'ai cru que je t'avais perdu (I Thought I Lost You)
11. Family/Business
12. La Technique Griffith (The Griffith Technique)
13. À qui de droit (To Whom It May Concern)